# Lesnoye (Svetlogorsk)
Lesnoye (en ruso: Лесное), conocida de manera oficial hasta 1946 como Warnicken (en alemán: Warnicken, en lituano: Varnikai) es una localidad rural que está situada en el oeste del distrito de Svetlogorsk en el óblast de Kaliningrado, Rusia.

## Geografía
Lesnoye se encuentra a 37 kilómetros al noroeste de Kaliningrado y a seis kilómetros al oeste de Svetlogorsk. 

## Historia
Warnicken fue fundado en 1405. El pueblo pertenecía una finca y una oficina forestal principal, que se mencionó ya en 1713 como la sede de un preparador de áreas silvestres. Entre 1874 y 1930 el lugar fue Amtsdorf y así dio su nombre al distrito administrativo recién establecido en el distrito de Fischhausen en el distrito administrativo de Königsberg en la provincia prusiana de Prusia Oriental. En 1910, el distrito forestal de Warnicken tenía 237 habitantes. El 1 de diciembre de 1928, Warnicken perdió su independencia y se incorporó a Georgenswalde (hoy Otrádnoye). El 18 de mayo de 1930, el distrito de Warnicken pasó a llamarse distrito de Georgenswalde, que existió hasta 1945 y perteneció al distrito de Sambia desde 1939.
El área alrededor de Warnicken todavía es conocida y amada por su belleza natural; principalmente los altos y escarpados acantilados en el este, o la larga e impresionante en la playa norte con sus miradores. Algunos de los personajes que lo han disfrutado y elogiado a lo largo de la historia han sido el rey Federico Guillermo IV y Alexander von Humboldt.
Como resultado de la Segunda Guerra Mundial, Warnicken fue entregada a la Unión Soviética con resto del norte de Prusia Oriental en 1945 y recibió el nombre ruso de Lesnoye. Posteriormente, el lugar formó parte del distrito de Primorsk y desde 2018, Lesnoye forma parte del distrito de Svetlogorsk.

## Demografía
En el pasado la mayoría de la población estaba compuesta por alemanes, pero tras el fin de la Segunda Guerra Mundial fueron expulsados a Alemania y se repobló con rusos.
| Gráfica de evolución de Lesnoye entre 1910 y 2016 |
|                                                   |

## Infraestructura

### Transporte
A Lesnoye se puede llegar por Kaliningrado y mediante la carretera regional 27A-013 desde Svetlogorsk y del mar Báltico. Hay una conexión directa a través de Aralskoye con la carretera de circunvalación de la autopista costera, que aún se está ampliando. Durante mucho tiempo antes de 1945, Warnicken fue una estación Ferrocarril de Sambia, durante la Segunda Guerra Mundial la línea se amplió hasta Groß Dirschkeim (hoy Donskoye). Sin embargo, hoy ya no está en funcionamiento.

## Galería

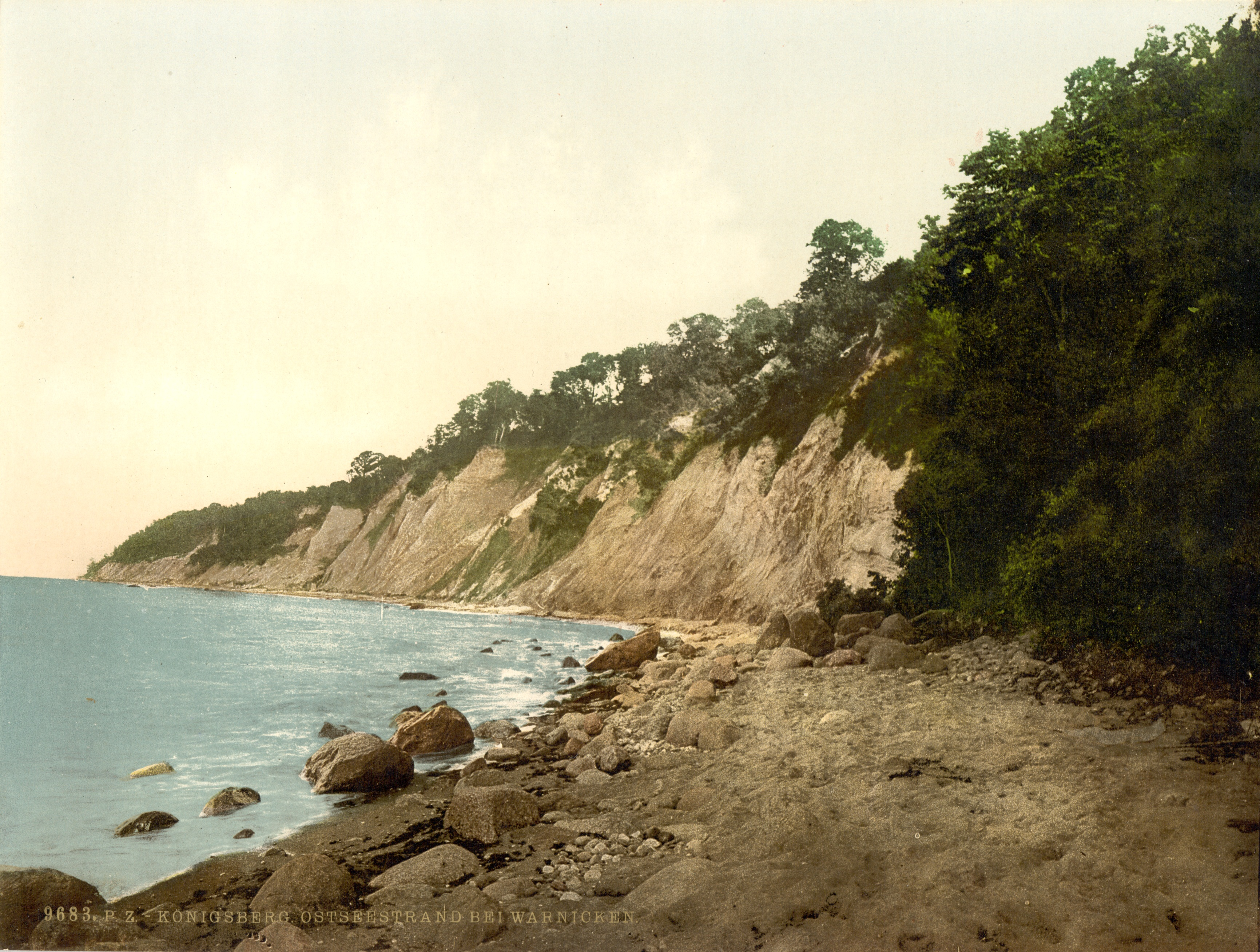
Playa al este de Warnicken (1890)
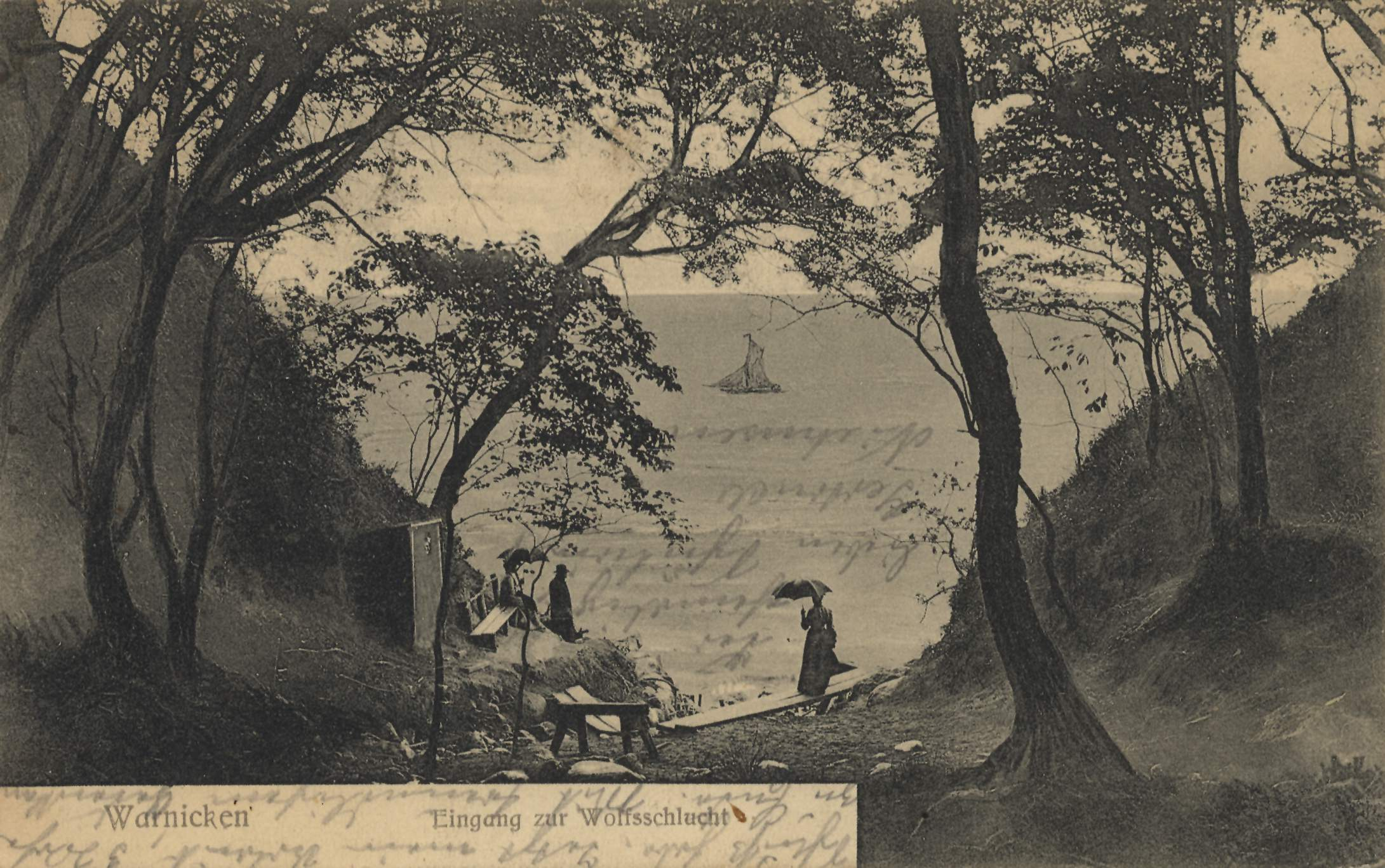
Entrada al sitio anteriormente denominado Wolfsschlucht (1900)
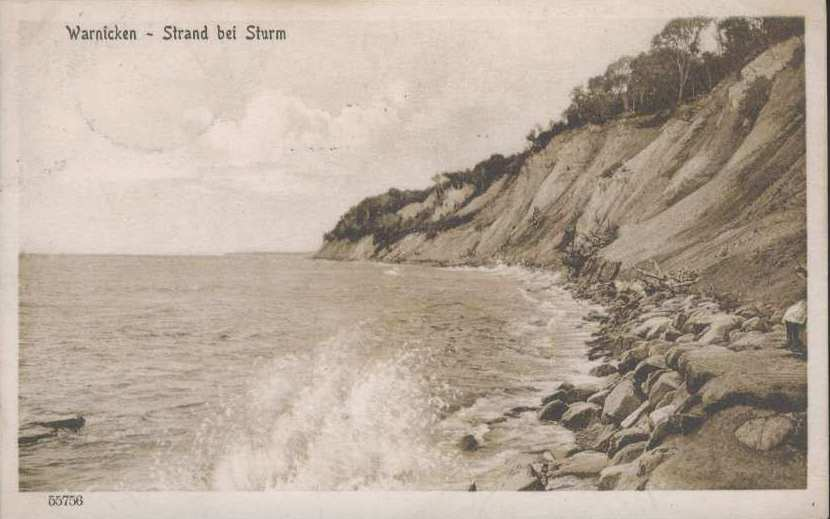
Playa de Warniken (1913)